# Janus compressus
Janus compressus är en stekelart som först beskrevs av Fabricius 1793.  Janus compressus ingår i släktet Janus, och familjen halmsteklar. Arten har ej påträffats i Sverige.